# پیترو آرسیدیاکونو
پیترو آرسیدیاکونو (انگلیسی: Pietro Arcidiacono؛ زادهٔ ۲۱ مهٔ ۱۹۸۸) بازیکن فوتبال است.
از باشگاه‌هایی که در آن بازی کرده‌است می‌توان به باشگاه فوتبال اتلتیکو آرتزو و باشگاه فوتبال امپولی اشاره کرد.
وی همچنین در تیم ملی فوتبال زیر ۱۹ سال ایتالیا بازی کرده‌است.